# Buckminsterfulleren
Buckminsterfulleren er en allotrop form af carbon med formlen C60, hvor molekylet består af 60 carbonatomer i en  symmetrisk kugleform. Molekylet benævnes også buckykuglen, buckyball eller Carbon 60. Molekylet kaldes også for fodboldmolekylet, da kulstofatomerne er bundet sammen i 12 femkanter og 20 sekskanter nøjagtigt som en fodbold.
Buckykuglen blev opdaget i 1985 af Richard E. Smalley, Harold Kroto og Robert Curl ved Rice University, Houston i Texas. I 1996 fik de nobelprisen i kemi for deres opdagelse. Molekylet blev opkaldt efter arkitekten Buckminster Fuller.
Buckminsterfulleren er det mindste fulleren hvor ingen femkanter rører ved hinanden; dette destabiliserer strukturen.[kilde mangler] Diameteren af molekylet er 1,03 nm (svarende til en milliard-del af en fodbold). Bemærkelsesværdigt er molekylets stabilitet, og at det indre udgør et hulrum, som med fysisk-kemiske tricks kan fyldes med andre atomer eller molekyler.
Store mængder Buckykugler er fundet i universet i en afstand af 6500 lysår og i en mængde der svarer til 10.000 gange Mount Everest.
Ikke-magnetiske metaller som kobber og mangan kan i tynde skiver gøres svagt magnetiske med en coating af buckyballs.

## Eksterne links
- Verdens smukkeste molekyle. DTU (Webside ikke længere tilgængelig)
- Et moderne materialekemisk forskningsområde af S.B. Schougaard og T.Bjørnholm, Københavns Universitet Arkiveret 1. maj 2009 hos  Wayback Machine
- NANO Science – Fysik og biologi mødes. Perspektiv